# Ah Toy
Ah Toy (亞彩 Taishanese: /un˧ tʰɔi˥/, Cantonés estándar: Aa Coi, 18 de mayo de 1828–1 de febrero de 1928) fue una prostituta y madame estadounidense de origen cantonés que vivió y trabajó durante la Fiebre del Oro en California, siendo supuestamente la primera prostituta china en San Francisco. Tras llegar desde Hong Kong en 1849, pronto se convirtió en la mujer asiática más conocida del Viejo Oeste. Según se dice, era una mujer alta, atractiva, con los pies vendados.
Cuando Ah Toy dejó China hacia los Estados Unidos, ella viajaba con su marido, que murió durante el viaje. Entonces Ah Toy se convirtió en amante del capitán del barco, que la colmó de oro, tanto, que cuando llegó a San Francisco, Ah Toy tenía bastante dinero. Antes de 1851 solo se sabía de siete mujeres chinas en la ciudad, y al notar las miradas de los hombres siguiéndolas en su nueva ciudad, consideraron que pagarían por una mirada más cercana. Sus espectáculos fueron bastante exitosos, y era conocida por cobrar una onza de oro (dieciséis dólares) por un "vistazo". Pronto se convirtió en la prostituta china más famosa, y una de las más caras y celebradas en San Francisco.
Ah Toy era una mujer decidida e inteligente y frecuentemente utilizó el Tribunal Registrador de San Francisco para protegerse a sí misma y su negocio de explotación, pues procedió a abrir una cadena de burdeles, importando niñas de China desde once años para trabajar en ellos. En 1854 sin embargo, Ah Toy ya no podía llevar sus quejas ante los tribunales. En el caso People v. Hall, el Tribunal Supremo de California revocó la condena de George Hall, que había asesinado a un hombre chino, extendiendo una ley de California por la que los nativos americanos y los afroamericanos no podían testificar en un tribunal para incluir también a los chinos. Si bien esta ley no iba dirigida a las prostitutas, perjudicaba gravemente la capacidad de Ah Toy de protegerse de las dominantes tongs chinas que durante mucho tiempo habían tratado de controlarla a ella y su negocio. Junto con la ley anti-prostitución de 1854, que se llevó principalmente contra los chinos, la presión para quedarse en el negocio se hizo demasiado grande, y Ah Toy se retiró del negocio de la prostitución de San Francisco. 
Hacia el final de su vida, supuestamente regresó a China como una mujer rica para vivir el resto de sus días cómodamente, pero regresó a California no mucho tiempo después. De 1868 hasta su muerte en 1928, vivió una vida tranquila en el Condado de Santa Clara, regresando a la atención pública solo al morir el 1 de febrero de 1928 tres meses antes de su centésimo cumpleaños en San José.